# Mary Lou Lord
Mary Lou Lord (née le 1er mars 1965 à Salem, États-Unis) est une guitariste et chanteuse folk américaine.

## Biographie
Mary Lou Lord a commencé sa carrière en jouant dans le métro de Boston.
Lord a crié haut et fort au monde entier qu'elle avait eu une relation avec Kurt Cobain avant que le groupe Nirvana ne soit reconnu internationalement.
Cette affirmation a été réfutée par Courtney Love ainsi que par Kurt Cobain lui-même.
En 1993, un fax a été envoyé par Kurt Cobain au rédacteur en chef du Boston Phoenix, affirmant qu'il n'avait jamais eu de relation avec Lord et qui suggérait qu'elle "aille voir un psy". Le rédacteur en chef, Brett Milano, dira plus tard que le fax était bien signé par Kurt Cobain, mais écrit par la main de Courtney Love.
On apprendra plus tard la vérité par EVERETT TRUE dans le quotidien de Phoenix : ABOUT A GIRL
En 1994, lors d'une soirée organisée par le groupe punk Hole de la veuve de Kurt Cobain, Mary Lou affirme avoir été pourchassée par Courtney Love.
Mary Lou a fait 3 tournées avec Elliott Smith dans les années 1990. Smith a également écrit et aidé Mary Lou Lord à enregistrer une chanson I Figured You Out en 1997.
Son enregistrement Speeding Motorcycle de Daniel Johnston a été utilisé dans des publicités pour les magasins Target, et fait également partie d'un 8 titres du label Kill Rock Stars.
En 2001, Mary Lou Lord a enregistré Live City Sounds. C'est un disque auto-produit par Mary Lou, d'elle-même jouant "live" dans le métro de Boston. Le disque a été ré-enregistré lorsqu'elle a signé chez Rubric Records.
Elle a annoncé en 2005 qu'elle souffre d'une rare maladie des cordes vocales. Elle s'est ensuite plus investie dans le travail de A&R et a démarré une nouvelle entreprise avec son mari Kevin Patey Jittery Jack Management. 
La chanson She Had You a été un tube aux Philippines.
Elle recommence à se produire à partir de 2012.

## Discographie

### Albums
- Real - Deep Music (1992)
- TSWL (To Sir With Love) - EW Productions/Demo tape (1993)
- Mary Lou Lord - Kill Rock Stars (1995)
- Got No Shadow - The WORK Group (1998)
- Live City Sounds - Self-released, (2001) / reissue: Rubric Records (2002)
- Baby Blue - Rubric Records (2004)
- Backstreet Angels - Self-released (2015)

### EP et singles
- Some Jingle Jangle Morning (When I'm Straight) 7" vinyl single - Kill Rock Stars (1993)
- Martian Saints! EP - Kill Rock Stars (1997)
- Mind the Gap EP - The WORK Group (1997)
- The Pace of Change EP - The WORK Group (1998)
- Lights Are Changing EP - The WORK Group (1998)
- She Had You single - The WORK Group (1998)
- (Untitled) EP - Kill Rock Stars (1999)
- Mary Lou Lord/Sean Na Na Split EP - Kill Rock Stars (2000)
- Speeding Motorcycle EP - Rubric Records (2001)

### Compilations et musiques de films
- Stars Kill Rock: "Camden Town Rain" - Kill Rock Stars (1993)
- A Slice of Lemon: "Eternal Circle" - Kill Rock Stars/Lookout! Records (1996)
- Working Class Hero - A Tribute To John Lennon: "Power to the People" (with The Minus 5) - Hollywood Records (1995)
- Saturday Morning: "Sugar, Sugar" - MCA Records (1995)
- Safe and Sound: "Polaroids" - Big Rig Records / Mercury Records (1996)
- Jabberjaw: Pure Sweet Hell: "Birthday Boy" - Mammoth Records (1996)
- Yo Yo A Go Go: "Helsinki (live)" - Yo Yo Recordings (1996)
- Everybody Wants Some: "Jump" - CherryDisc (1997)
- 107.1 KGSR / Radio Austin - Broadcasts Volume 6: "His N.D.World (live)" - KGSR (1998)
- Zero Effect Motion Picture Soundtrack: "Some Jingle Jangle Morning" - Sony Music (1998)
- SXSW Volume 5: "I'm Talking To You (live)" - SXSW (1999)
- Transmission 1: Tea At the Palaz Of Hoon: "The Outdoor Miner" - Cosmodemonic Telegraph Inc. (2000)
- Rubric 01: "From Galway to Graceland" - Rubric Records (2000)
- Gordon Gano: Hitting The Ground: "Oh Wonder" - Cooking Vinyl (2002)
- For a Decade of Sin:  11 Years of Bloodshot Records: "Cold Company" - Bloodshot Records (2005)